# Mieczysław Urban Jarosz
Mieczysław Urban Jarosz (ur. 4 stycznia 1886 w Rozwadowie, zm. 1 października 1972 w Łodzi) – polski doktor praw, adwokat, obrońca w procesach politycznych, oficer.

## Życiorys
Urodził się 4 stycznia 1886. Był najstarszym synem Karola Jarosza (urzędnika sądowego) i Marii z domu Małeckiej.                  
Do dziesiątego roku życia mieszkał z rodziną. W trzeciej klasie spłonął budynek polskiej szkoły, ojciec umieścił więc go na dwa lata w miejscowej prywatnej szkole żydowskiej fundacji barona von Hirscha, skąd wyniósł znajomość języka niemieckiego i Jidysz. Od 1897 uczył się w Cesarsko-Królewskim (C.K.) Gimnazjum w Rzeszowie, potem w C.K. I Gimnazjum w Tarnowie, gdzie w dniu 10 czerwca 1905 zdał egzamin dojrzałości. W czasie nauki gimnazjalnej od 1901 działał w tajnych kółkach samokształceniowych młodzieży skupionej wokół czasopisma „Promień". W 1905 podjął studia prawnicze na Wydziale Prawa i Administracji Uniwersytetu Jagiellońskiego. Wówczas zaangażował się w ruch socjalistyczny. Funkcjonował jako współpracownik i publicysta w pismach „Naprzód”, wstąpił do PPSD, z ramienia której został skierowany na Śląsk Cieszyński, gdzie działał na rzecz tamtejszych Polaków, występując jako obrońca w sądach niemieckich. Był redaktorem w pismach „Górnik” (w Ostrawie na Morawach), „Nowiny Ostrawskie”, „Robotnik Śląski”, „Prawo Ludu”, „Przedświt”. W 1907 wraz z polską delegacją uczestniczył w międzynarodowym Kongresie Górników w Salzburgu. Od 1909 kontynuował przerwane uprzednio studia prawnicze na UJ i w roku 1912 uzyskał stopień doktora praw. W tym samym roku został wpisany na listę aplikantów adwokackich. Przed 1914 był koncypientem wzgl. kandydatem adwokackim w Krakowie i w Nisku. Od 1913 działał w Żywcu, np. na łonie Towarzystwa Uniwersytetu Ludowego.
Po wybuchu I wojny światowej na początku sierpnia 1914 przystąpił do oddziałów strzeleckich Józefa Piłsudskiego i uczestniczył w pierwszej kampanii Legionów Polskich. Został Komisarzem Wojsk Polskich na powiat kielecki z ramienia Rządu Narodowego, następnie po 10 września 1914 służył w batalionie uzupełnień w Wiedniu kpt. Andrzeja Galicy. Został mianowany chorążym piechoty legionów 5 maja 1915. Był oficerem werbunkowym w Dąbrowie od lipca 1915, potem służył w Komendzie Legionów Polskich. Został awansowany na stopień podporucznika piechoty 8 września 1915. Od sierpnia 1916 pełnił funkcję dowódcy 1 kompanii w 6 pułku piechoty w składzie III Brygady, później na stanowisku adiutanta pułku. Awansowany na porucznika piechoty. Po kryzysie przysięgowym z 1917 podjął służbę w wymiarze sprawiedliwości w ramach sądownictwa pod auspicjami Tymczasowej Rady Stanu. W tym czasie bronił przed sądami polowymi polskich chłopów i robotników.
Po odzyskaniu przez Polskę niepodległości z dniem 1 lutego 1919 został mianowany na stanowisko podprokuratora przy Sądzie Okręgowym w Warszawie. Od kwietnia 1919 do 1920 działał jako członek Polskiego Komitetu Plebiscytowego na obszarze Śląska Cieszyńskiego przed plebiscytem na Górnym Śląsku z ramienia PPS. W trakcie wojny polsko-bolszewickiej jako ochotnik zaciągnął się do Wojska Polskiego, był żołnierzem 201 Ochotniczego pułku piechoty Armii Ochotniczej. Po zakończeniu walk był szefem komisji powołanej do zbadania okrucieństwa dokonanego przez bolszewików w trakcie wojny. Został awansowany na stopień majora rezerwy w korpusie oficerów sądowych ze starszeństwem z dniem 1 czerwca 1919 i przeniesiony do rezerwy w 1921. W 1934 jako major rezerwy korpusu oficerów sądowych z 7 lokatą pozostawał w ewidencji Powiatowej Komendy Uzupełnień Warszawa Miasto III.
Po rezygnacji z pracy w prokuraturze 4 sierpnia 1921, przeniósł się do adwokatury, wpisany na listę adwokatów w Warszawie, przyjęty do stołecznej Rady Adwokackiej 31 marca 1921. W okresie II Rzeczypospolitej na przełomie lat 20./30. pracował jako adwokat przy ulicy Żurawiej 29 w Warszawie, był członkiem Związku Adwokatów Polskich. Jako adwokat występował w procesach politycznych oraz dotyczących spraw społecznych, głównie w sprawach oskarżanych działaczy komunistycznych, socjalistycznych i z radykalnego ruchu ludowego, np. oskarżonego Józefa Putka w procesie brzeskim w 1931/1932, z ramienia ZNP w sprawie pism „Płomyk” i „Płomyczek” (redagowanych przez Wandę Wasilewską) przeciw „Ilustrowanemu Kurierowi Codziennego”, w sprawie Wandy Krahelskiej oskarżonej za treść książki Strajk polski.
Podczas II wojny światowej od 1940 był zastępcą przewodniczącego sądu dyscyplinarnego komisarycznej Rady Adwokackiej. Brał udział w powstaniu warszawskim 1944, po upadku którego przebywał w obozie przejściowym w Pruszkowie, a później w obozach w Lehrte i Peine.
Po zakończeniu wojny i nastaniu Polski Ludowej osiadł w Łodzi i kontynuował karierę adwokacką. Dołączył do grupy tzw. prawników postępowych, działał w Zrzeszeniu Prawników-Demokratów, zostając przewodniczącym oddziału łódzkiego ZPD. Zainicjował pierwszy w Polsce wiec stanowiący sprzeciw wobec pominięcia w trakcie procesów norymberskich zbrodni niemieckich popełnionych podczas okupacji na ziemiach polskich. Zainicjował wydawanie pisma „Państwo i Prawo”. Publikował na łamach czasopisma „Palestra”. Zasiadał w Naczelnej Radzie Adwokackiej od 1946 do 1950. Został członkiem Wyższej Komisji Dyscyplinarnej, następnie członkiem Wyższego Sądu Dyscyplinarnego przy NRA. Pełnił funkcję eksperta Ministerstwa Spraw Zagranicznych ds. Zaolzia. Pracował też jako wykładowca i egzaminator aplikantów prawa. W okresie PRL pracował w Zespole Adwokackim nr 1 w Łodzi, w ramach Izby Łódzkiej. W roku 1962 obchodził jubileusz 50-lecia pracy w zawodzie adwokata.
Zmarł 1 października 1972 w Łodzi w wieku 86 lat. Został pochowany 4 października 1972 na cmentarzu Doły w Łodzi p.w. św. Wincentego à Paulo, miejsce 51-7-15.
Był starszym bratem Feliksa Bronisława (1897–1958, także legionisty, oficera, doktora praw, adwokata oraz obrońcy w procesie łuckim) oraz przyrodnim bratem Stefana (1903–1958, geografa, podróżnika). Przeżył brata Stanisława (1889-1940), kapitana rezerwy wywiezionego do obozu jenieckiego w Starobielsku i rozstrzelanego w Charkowie w 1940 r. i dwie siostry: Zofię i Helenę. Z żoną, Janiną z Mierzejewskich (1900-1989), miał dwóch synów: Andrzeja Jarosza (1922-2006), dr. inż. konstrukcji okrętów, docenta na Politechnice Gdańskiej i Marka Jarosza (1929–2006), dr. hab. psychiatrii i psychologa, profesora Akademii Medycznej w Łodzi - autora wielu podręczników specjalistycznych i popularyzujących psychiatrię. Ponadto był wujem poety Janusza Szubera, który wspomniał o Mieczysławie Jaroszu w utworze 69/17, wydanym w tomiku poezji pt. Powiedzieć. Cokolwiek z 2011. 

## Publikacje
- Ankieta o stanie polskiego szkolnictwa ludowego na Śląsku Cieszyńskim, rozesłana przez Mieczysława Jarosza, redaktora „Górnika” (15 grudnia 1908)
- Śląsk Cieszyński (1910, Książka: Kraków)[30][2]
- Województwo śląskie (1919, Cieszyn)[2][31]
- Gross-Schlesien (1919, Neues Bielitzer Tagblatt: Bielitz)[32]
- Wędrówki po ścieżkach wspomnień (1963, Czytelnik: Warszawa)[33][2][34]

## Ordery i odznaczenia
- Krzyż Niepodległości (16 marca 1937)[2][35]
- Krzyż Oficerski Orderu Odrodzenia Polski[1][6][24]
- Krzyż Walecznych (trzykrotnie)[24][2]
- Złoty Wawrzyn Akademicki (5 listopada 1938)[36][37]
- Odznaka honorowa miasta Łodzi[6][24]